# Neumarkt-Sankt Veit
Pour les articles homonymes, voir Sankt Veit.
Neumarkt-Sankt Veit est une ville de Bavière (Allemagne), située dans l'arrondissement de Mühldorf am Inn, dans le district de Haute-Bavière.
L'abbaye de Sankt Veit du XIIe siècle y est localisée.